# Список археологических памятников Брянской области

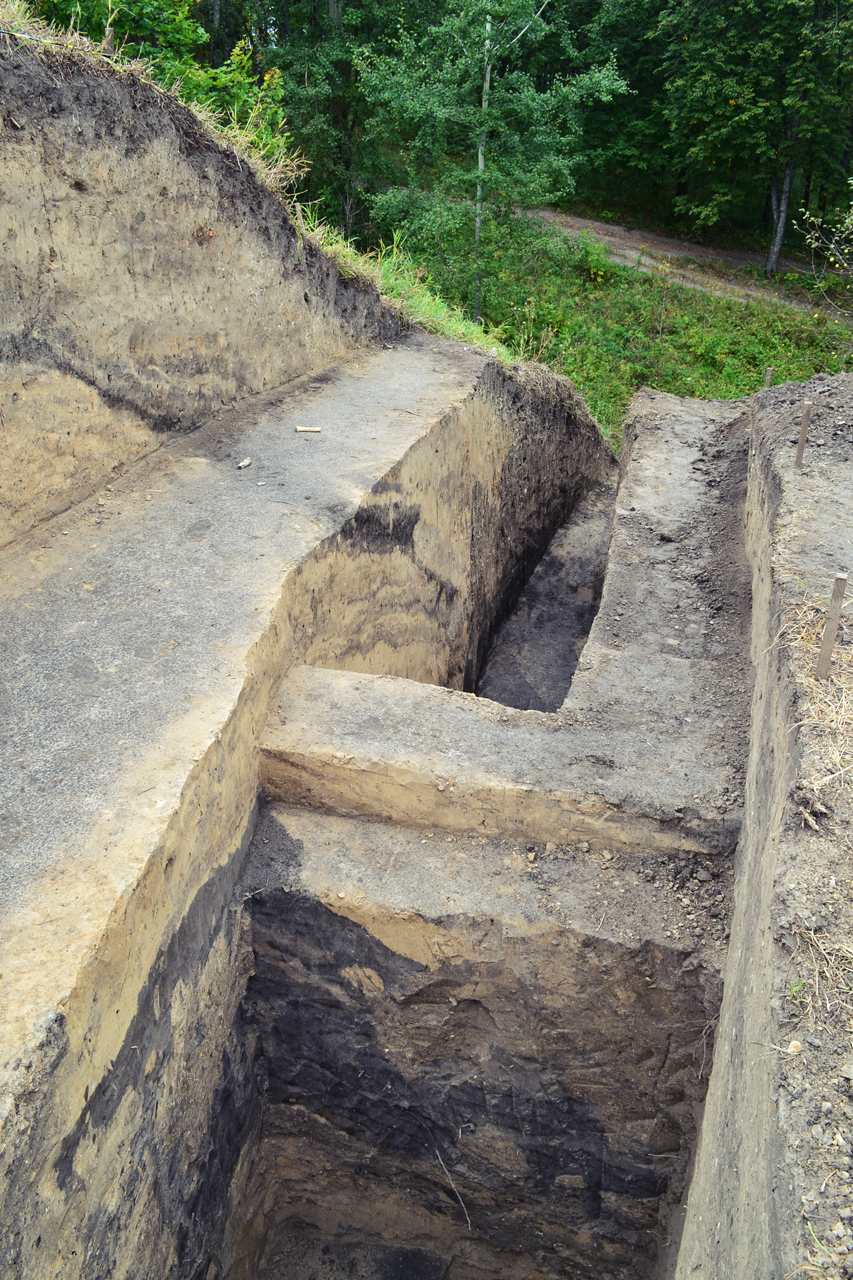
Урочище Чашин курган. Место раскопок

Интерес к изучению археологических памятников земель, которые в настоящее время входят в Брянскую область, проявился в середине XIX века. По инициативе археолога, члена-корреспондента Московского археологического общества Н. П. Горожанского были собраны сведения о памятниках края. Свод их, ставший на долгие годы руководством всем, кто изучал древности центрального региона России, был опубликован Горожанским в 1884 году («Материалы для археологии России по губерниям и уездам», выпуск 1). Работу по систематизации сведений об археологических памятников Брянщины и их изучению также вели П. С. Уварова и Д. Я. Самоквасов. В поле зрения учёных рубежа XIX и XX веков преимущественно находились поселения и захоронения древнерусского периода. Так, Д. Я. Самоквасов занимался изучением памятников, связанных с племенным союзом северян, а П. М. Ерёменко — радимичей. Новый качественный рост в сфере археологии теперь уже Советского Союза начался в 1930-х годах: изменилась методология исследований, материалы, полученные в результате раскопок, рассматривались как свидетельства, помогающие восстановить последовательное развитие древних народов. Целенаправленно стали изучаться памятники, относящиеся не только к Древней Руси. В 1920-х — 1930-х годах на берегах Десны и Судости были обнаружены и исследованы памятники палеолита (П. П. Ефименко, М. В. Воеводский, В. А. Городцов, К. М. Поликарпович), памятники мезолита. Работа в этом направлении продолжалась и после Великой Отечественной войны (В. Д. Будько, Л. В. Грекова). Были открыты и исследованы памятники раннего и позднего палеолита, продолжалось открытие мезолитических памятников, однако, как отмечает А. В. Кашкин, по состоянию на 1993 год, последние изучены в Брянской области слабо.
В данной статье представлены подробные сведения о названиях, местоположении, датировке и типологии археологических памятников на территории Брянской области входящей в состав Российской Федерации. Для удобства восприятия списки разбиты порайонно.

## Списки

### Городская черта Брянска
| Наименование и тип памятника | Обнаружен/обследован | Местонахождение | Датировка |
| Стоянка Карачиж              | Обнаружена и исследована Л. В. Греховой (1960)                                                                                     | Южная окраина города, 0,15 км к востоку от шоссе Брянск-Выгоничи, 2,5 км от русла Десны | Поздний палеолит |
| Селище Белокаменка           | Обнаружил А. К. Амброз (1955); обследовал Ф. М. Заверняев (1958)                                                                   | Северо-западная окраина города, 0,2 км к северу от бывшего поселка Белокаменка | Ранний железный век, IX—X, XI—XIII века |
| Городище Бечижи              | Известно с конца XIX в., обследовано А. К. Амброзом (1955), Ф. М. Заверняевым (1958), А. С. Смирновым (194?)                       | Бывшее село Бечижи, в настоящее время северо-западная окраина города, 0,07 км к северу от Делегатской улицы и 0,08 км к западу от улицы Каманина. Городище находится на мысу террасы на правом берегу реки Десны                                                      | Юхновская культура (керамика, грузила из глины, шары), ранний железный век |
| Городище Чашин Курган I      | Известно с конца XIX в., обследовано Ф. М. Заверняевым (1948, 1967), А. К. Амброзом (1955), А. С. Смирновым (1973)                 | Северо-западная окраина города, 0,05 км к северу от кладбища в урочище «Чашин Курган». Располагается на мысу коренной террасы правого берега Десны, напротив места впадения реки Болвы в Десну                                                                        | XI—XV вв., в культурном слое обнаружены керамика и другие остатки, относящиеся к этому периоду. По мнению Ф. М. Заверняева, городище Чашин Курган I вместе с селищами Чашин Курган II и Чашин Курган III — остатки первого Брянска (Дебрянска) |
| Селище Чашин Курган II       | Обнаружено и обследовано Ф. М. Заверняевым (1976—1979)                                                                             | Северо-западная окраина города, поселение начинается сразу за валом и рвом городища Чашин Курган I | X—XII вв. Обнаружены жилища, производственные сооружения, предметы быта, орудия труда, украшения. Возможно, было посадом Брянска (Дебрянска) |
| Селище Чашин Курган III      | Обнаружено Ф. М. Заверняевым (1952), обследовано А. К. Амброзом (1955), Ф. М. Заверняевым (1967), А. С. Смирновым (1973)           | Находится в северо-западной части Брянска, в 0,08 км к востоку от городища Чашин Курган I. Занимает останец террасы на правом берегу Десны | Ранний железный век, IX—X, XI—XIII вв. Находки: обломки керамики, датируемые началом и серединой 1 тысячелетия н. э. — роменской и древнерусской; остатки землянок, железные шлаки, крицы |
| Селище Чашин Курган IV       | Обследовано А. К. Амброзом (1955), Ф. М. Заверняевым (1976)                                                                        | В северо-западной части Брянска, окраина бывшей деревни Городище, к востоку и юго-востоку от Чашин Курган III, за оврагом. Расположено на правобережной террасе Десны                                                                                                 | Ранний железный век, XI—XIII вв. Подъёмный материал — лепная керамика, датируемая началом и серединой 1 тысячелетия н. э. |
| Городище Покровская гора     | Известно с конца XIX в., обследовано Ф. М. Заверняевым (1958, 1968), Г. П. Поляковым (1983), исследовано Т. В. Равдина (1970—1971) | Центральная часть Советского р-на Брянска, расположено между улицами Калинина, Пятницкой и Верхний Судок. На правобережной террасе коренного берега Десны, на мысе, ориентированном с севера на юг                                                                    | XII—XVIII вв. По склонам остатки эскарпа, под слоями XVIII—XX вв. найдены части укреплений из дерева, относящихся к позднему Средневековью; в слое XIV—XVII вв. — керамика и изразцы; в слоях, относящихся к более ранним эпохам — множество украшений, обломков стеклянной посуды, остатки оружия и т. д. Культурный слой до 4 м. По мнению ряда специалистов, сюда, в поселение Покровская гора, возникшее во второй половине XII века, был перенесён город Дебрянск |
| Селище Княжий Клин           | Обследовано Г. П. Поляковым (1983)                                                                                                 | Находится в центральной части Советского р-на Брянска, в урочище «Княжий клин», на территории школы № 7. Селище расположено на расстоянии 1 км на северо-восток от городища Покровская гора, занимает берег одного из двух северного ответвления оврага Верхний Судок | XI—XII вв. Находки: осколки керамики древнерусского периода, стеклянных браслетов, наконечник стрелы из железа |

### Брянский район
| Наименование и тип памятника             | Обнаружен/обследован | Местонахождение | Датировка |
| Городище Антоновка                       | Обнаружено Ф. М. Заверняевым (1957), обследовано А. С. Смирновым (1973), исследовано Ф. М. Заверняевым (1980), Г. П. Поляковым (1983—1984)          | Расположено в 0,05 км к западу от деревни Антоновка на останце террасы правого берега реки Волонка | IX—XIV вв. Находки: украшения и предметы быта, обломки керамики XII—XIII вв., небольшое количество обломков сосудов роменской культуры (IX—X вв.) и сосудов XIV в. |
| Курганный могильник Антоновка            | Обнаружен Ф. М. Заверняевым (1957), обследован А. С. Смирновым (1973), раскопки — Г. П. Поляков (1985)                                              | Находится в 0,5 км к северо-западу от деревни Антоновка и на расстоянии 0,35 км к северу от городища Антоновка, на левобережной террасе реки Волонки                                                   | XI—XII вв. |
| Стоянка Бетово                           | Обнаружена Л. М. Тарасовым (1971), он же исследовал (1973—1975, 1977, 1979—1983)                                                                    | Расположена в 0,08 км к северу от северо-западной окраины деревни Бетово, в устье реки Бетовка (правого притока реки Десна), на правом коренном берегу Десны                                           | Палеолит, мустьерская эпоха. Находки: орудия из кремня, предмет из мамонтового бивня, кости различных животных |
| Стоянка Коршево I                        | Обнаружена и исследована Л. М. Тарасовым (1973—1975)                                                                                                | Находится в 1 км к юго-западу от северо-западной окраины Бетово, в урочище «Коршево», в глубине лога в 1,4 км к юго-западу от стоянки Бетово                                                           | Палеолит, неолит. Находки: в древнейшем слое на глубине около 2 м — множество кремневых изделий мустьерской культуры; следующий слой толщиной около 0,3 м содержит, возможно, остатки мастерских с заготовками для изделий из кремня; третий, самый поздний — нуклеусы, отщепы, пластинки и орудия эпохи неолита |
| Стоянка Коршево II                       | Обнаружена и исследована Л. М. Тарасовым (1974—1976, 1981)                                                                                          | Находится в 1 км к юго-западу от северо-западной окраины Бетово, в урочище «Коршево», в 50 метрах к востоку от стоянки Коршево I, в глубине лога                                                       | Палеолит, неолит. В культурном слое неолита (верхний, под дёрном) обнаружены нуклеусы, отщепы, пластинки; средний культурный слой (верхний палеолит) — ножевидные пластины, отщепы, отбойники; нижний культурный слой — орудия труда, характерные для мустье                                                     |
| Стоянка Коршево III                      | Обнаружена и исследована Л. М. Тарасовым (1975—1976)                                                                                                | Расположена в 1,1 км на юго-запад от северо-западной окраины Бетово, в урочище Коршево, в 0,2 км к югу от стоянки Коршево II                                                                           | Палеолит, неолит. Культурные слои: неолит — небольшое количество находок в чернозёме; поздний и ранний мустье, орудия скребловидные, выемчатые, зубчатые — в нижней части лёссовых отложений |
| Стоянка Косица                           | Обнаружена (1972) и исследована (1976—1977) Л. М. Тарасовым                                                                                         | Расположена в 0,25 км к западу от южной окраины деревни Бетово. Остатки стоянки обнаружены в западной части мыса на развилке начала оврага (вершины), находящегося в западном ответвлении реки Бетовки | Поздняя пора позднего палеолита. Кремнёвые изделия, преобладают ножевидные и микропластины; песчаниковые абразивы; кварцитовый отжимник; кости животных — лошади, мамонта и другие |
| Стоянка Лебедевка                        | Обнаружена (1974) и обследована Л. М. Тарасовым (1982—1983)                                                                                         | Расположена 0,2 км к юго-востоку от деревни Бетово, на мысу правого берега ручья без названия, впадающего в реку Бетовка, на участке у западного борта оврага                                          | Палеолит (мустьер). Находки: кремнёвые изделия |
| Стоянка Карьер                           | Обнаружена и исследована Л. М. Тарасовым (1981) | Расположена на 1,3 км к северо-востоку от деревни Бетово и в 0,28 км на север от стоянки Вьюновка, в центре мыса, который находится на левобережной террасе Десны.                                     | Мезолит. Находки: кремнёвые нуклеусы, пластинки, скребки, наконечник стрелы |
| Стоянка Вьюновка                         | Обнаружена и исследована Л. М. Тарасовым (1981) | Расположена в 1 км к северо-востоку от деревни Бетово и в 0,28 км к югу от стоянки Карьер, в 0,43 км к югу от русла Десны.                                                                             | Неолит. Находки: нуклеусы, ножевидные пластины, черепки керамики |
| Селище Бетово                            | Обследовано А. К. Амброзом (1955) | Находится в 0,15 км в востоку от северной окраины деревни Бетово, на мысу первой правобережной надпойменной террасы Десны и реки Бетовка                                                               | Ранний железный век, IX—X вв. Находки: черепки лощёной и нелощёной лепной керамики почепской и роменской культур, кусок железного шлака |
| Селище Большая Дубрава                   | Обследовано А. С. Смирновым (1990) | Находится в 0,2 км к востоку от посёлка Большая Дубрава, в 0,3 км на юго-запад от автодороги Брянск-Рославль, на мысу террасы правого берега реки Котловка                                             | Находки: обломки лепной керамики раннего железного века, обломки гончарных изделий XIV в. |
| Селище Большевик                         | Обследовано П. Н. Третьяковым (1962) | На расстоянии 0,5 км к северо-западу от поселка Большевик, край террасы на правом берегу Десны | V-VII вв. Находки: обломки керамики |
| Городище Городец                         | Обследовано А. К. Амброзом (1955), Ф. М. Заверняевым                                                                                                | В 0,06 км к северо-востоку от деревни Городец мыс на правобережной террасе Десны, восточная часть | Ранний железный век, Юхновская культура. Находки: обломки керамики |
| Городище Добрунь                         | Обследовано А. С. Смирновым (1974) | Расположено в 0,2 км к северо-востоку от деревни Добрунь на мысу террасы правого берега ручья, впадающего в Десну                                                                                      | По внешним признакам (валы, площадки, рвы) ранний железный век, культурный слой не найден. |
| Курган Елисеевичи                        | Обследован А. В. Кашкиным (1984) | Находится в 0,004 км к юго-юго-западу от восточной окраины деревни Елисеевичи, в 0,15 км к западо-юго-западу от курганного могильника Елисеевичи                                                       | ? |
| Курганный могильник Елисеевичи           | Упоминание: в списках Н. П. Горожанского, обследован А. В. Кашкиным (1984)                                                                          | В 0,15 км к северо-востоку от восточной окраины деревни Елисеевичи, ограничен полем, дорогой и склоном балки без названия                                                                              | X-XIII вв. (по внешним признакам) |
| Красный Бор I, поселение                 | Обследовано А. С. Смирновым (1981) | 1,5 км к юго-юго западу от поселка Красный Бор, в пойме левого притока Десны, реки Серижи, на её правом берегу                                                                                         | Бронзовый век. Находки: обломки керамики (поздняя бронза), орудия из кремня, отщепы |
| Красный Бор II, поселение                | Обследовано А. С. Смирновым (1981) | 1,5 км к юго-западу от поселка Красный Бор и 0,2 км к востоку от поселения Красный Бор I, на мысу первой правобережной надпойменной террасы реки Серижи и левого берега Десны                          | Бронзовый век. Находки: обломки керамики (поздняя бронза), орудия из кремня, отщепы |
| Красный Бор III, поселение               | Обследовано А. С. Смирновым (1981) | 1,5 км к западо-юго-западу от поселка Красный Бор и 0,4 км к северо-западу от Красный Бор II. Находится на мысу первой левобережной надпойменной террасы Десны                                         | Бронзовый век. Находки: обломки керамики (поздняя бронза), отщепы из кремня |
| Стоянка Голяжье                          | Обследована А. К. Амброзом (1955), Ф. М. Заверняевым (1958), А. С. Смирновым (1974)                                                                 | 0,8 км к западу от села Отрадное, в 0,5 км к юго-юго-востоку от устья реки Госамки, мыс правобережной первой надпойменной террасы Десны                                                                | Неолит. Находки: обломки керамики, скребки из кремня, наконечник стрелы, ножевидные пластины, отщепы |
| Селище Голяжье                           | Обследовано А. К. Амброзом (1955), Ф. М. Заверняевым (1958)                                                                                         | 0,4 км к западу от села Отрадное, в 0,7 км к юго-востоку от устья реки Госамки, правобережная первая надпойменная терраса Десны                                                                        | V—VII, IX—X, XI—XIII вв. Находки: обломки керамики V—VII вв., а также роменской и древнерусской культур |
| Пятилетка I, поселение                   | Обследовано А. С. Смирновым (1977) | 4,5 км к северо-западу от посёлка Пятилетка, мыс левобережной первой надпойменной террасы Десны | Бронзовый век. Находки: обломки керамики, отщепы из кремня |
| Пятилетка II, поселение                  | Обследовано А. С. Смирновым (1977) | 4,5 км к северо-востоку от посёлка Пятилетка, 0,1 к северо-востоку от поселения Пятилетка I, на мысу первой левобережной надпойменной террасы Десны                                                    | Бронзовый век. Находки: обломки керамики, отщепы из кремня |
| Пятилетка III, поселение                 | Обследовано А. С. Смирновым (1977) | 4,5 км к западу от посёлка Пятилетка, 1,2 км к юго-западу от поселения Пятилетка I, мыс первой левобережной надпойменной террасы Десны                                                                 | Бронзовый век. Находки: обломки керамики, отщепы из кремня |
| Поселение Устье Свени I, поселение       | Обследовано А. С. Смирновым (1977) | 2 км к северо-востоку от поселка Свень, в 1 км к востоко-юго-востоку от устья реки Свень, на мысу первой надпойменной левобережной террасы реки                                                        | Неолит, бронзовый век. Находки: обломки керамики (поздний неолит и поздний этап бронзового века), ножевидные пластины и отщепы из кремня |
| Поселение Устье Свени II                 | Обнаружено и исследовано А. С. Смирновым (1977) | 2 км к северо-северо востоку от поселка Свень и в 0,6 км к востоко-юго-востоку от устья реки Свень, на мысу первой надпойменной террасы левого берега                                                  | Неолит, бронзовый век. Находки: обломки керамики (деснинская и среднеднепровская культуры), орудия из кремня, наконечники стрел |
| Стоянка Устье Свени III                  | Обследована А. С. Смирновым (1977) | 1,7 км к северо-северо-западу от поселка Свень и в 0,45 км от устья реки Свень, на мысу возвышающейся над окрестностями поймы левого берега реки Десны                                                 | Неолит. Находки: обломки керамики эпохи неолита, отщепы из кремня |
| Стоянка Устье Свени IV                   | Обследована А. С. Смирновым (1977) | 1,5 км к северо-западу от поселка Свень на возвышении левого берега Десны на расстоянии 0,95 км на юго-запад от устья реки Свень                                                                       | Неолит. Находки: обломки керамики эпохи неолита, отщепы из кремня |
| Селище Смольянь, поселение               | Исследовано П. Н. Третьяковым (1962—1963) | 0,7 км к востоку от деревни Смольянь, на мысу первой правобережной надпойменной террасы Десны | VI—VII вв. Находки обломки баночных и биконических керамических сосудов, мисок, сковородок, нож и крючок из железа. Колочинская культура |
| Курганный могильник Соколово, погребения | Обследован А. С. Смирновым (1983) | 2 км к северо-востоку от деревни Соколово, протяжённость 450 м, ориентирован с северо-востока на юго-запад по левобережному склону ручья без названия                                                  | Бронзовый век (определено по внешним признакам) |
| Стоянка Супонево                         | Обнаружена С. С. Деевым, обследована Г. Ф. Мирчинком (1925), исследована П. П. Еременко (1926), Б. С. Жуковым (1927), В. А. Городцовым (1928, 1929) | в центре Супонево, правый берег Десны, устье балки Бараний Лог | Палеолит. Два типа жилищ, кремниевые орудия, предметы быта, костяные и роговые украшения — бусы и браслеты |
| Стоянка Тимоновка I                      | Обнаружена М. В. Воеводским (1927), исследована В. А. Городцовым (1928—1933), обследована А. Н. Рогачевым и Д. А. Крайновым (1955)                  | Восток Супонево, на месте бывшей деревни Тимоновка, на краю правобережного приводораздельного плато Десны                                                                                              | Палеолит. Находки: очаги, кострища, площадки обработки кремня и изделия из него, кости мамонта, сложенные в конструкции, изделия из них и из бивня мамонта |
| Стоянка Тимоновка II                     | Обнаружена (1965) и исследована (1966—1968) Л. В. Грековой                                                                                          | Восток Супонево, на месте бывшей деревни Тимоновка, 0,24 км к юго-западу от Тимоновки I, на краю правобережного приводораздельного плато Десны                                                         | Палеолит. Находки: кости животных, кремнеобрабатывающая мастерская с изделиями из кремня |
| Поселение Дамба II                       | Исследовано А. С. Смирновым (1983) | 2,1 км к юго-юго востоку от Супонево, на пойме левого берега Десны и правого берега реки Десенки | Неолит, бронзовый век. Находки: обломки керамики эпохи поздней бронзы, небольшое количество обломки сосудов эпохи неолита; изделия и заготовки из кремня. Изначально — сезонная стоянка (деснинская культура), позднее — поселение сосницкой культуры                                                            |
| Поселение Дамба III                      | Исследовано А. С. Смирновым (1983) | 2,2 км к юго-востоку от Супонево и к северо-востоку от Дамбы II, занимает левобережную пойму реки Десны                                                                                                | Неолит, бронзовый век. Находки: обломки керамики неолита, обломки сосудов сосницкой культуры — небольшое количество, изделия из кремня. Предположительно поселение имело сезонный характер |
| Селище Тимоновка                         | Обследовано А. К. Амброзом (1955) | Северо-восточная окраина Супонево, правый берег Десны | Ранний железный век. Находки: лепная керамика |
| Хотылёво I, местонахождение              | Обнаружено (1948) и исследовано (1958, 1960—1964) Ф. М. Заверняевым                                                                                 | 0,2 км к северу от центральной и южной частей села Хотылёво, у подножия обрыва на правом коренном берегу Десны                                                                                         | Палеолит. Находки: около 20 тысяч изделий из кремня с небольшим количеством орудий, кости животных (мамонт, бизон, лошадь, волк), остатки мастерской, где обрабатывался кремень |
| Хотылёво II, стоянка                     | Обнаружена (1967) и исследована (1969—1981) Ф. М. Заверняевым                                                                                       | 0,5 км к северо-западу от села Хотылёво в урочище Кладбищенская балка по правому коренному берегу Десны                                                                                                | Средняя пора позднего палеолита. Находки: около 40 тысяч изделий из кремня, антропоморфные фигурки, кости животных (мамонт, бизон, волк, песец, птицы), зольники, очажные ямы среди небольших очагов и ям хозяйственного назначения                                                                              |
| Хотылёво III, стоянка                    | Обследована Е. А. Шмидтом и Ф. М. Заверняевым (1958)                                                                                                | 0,5 км к северу от центра Хотылёво в пойме левого берега Десны | Мезолит. Находки: кремневые отщепы и пластины |
| Хотылёво IV, стоянка                     | Обследована Е. А. Шмидтом и Ф. М. Заверняевым (1958)                                                                                                | 0,25 км к северо-востоку от северо-западной окраины Хотылёво, занимает мыс первой надпойменной правобережной террасы Десны                                                                             | Неолит. Находки: орудия и отщепы из кремня |
| Хотылёво V, стоянка                      | Обследована Е. А. Шмидтом и Ф. М. Заверняевым (1958)                                                                                                | 0,75 км к северо-востоку от Хотылёво, край первой надпойменной левобережной террасы Десны | Неолит. Находки: орудия и отщепы из кремня |
| Хотылёво VI, поселение                   | Обнаружено Ф. М. Заверняевым (1950-е гг.), исследовано А. Н. Сорокиным (1981)                                                                       | 1 км к северо-западу от северной окраины Хотылёво, на мысу второй надпойменной правобережной террасы Десны, на левом берегу Кладбищенской балки                                                        | Палеолит, мезолит, бронзовый век, ранний железный век. Находки: черепки лепной керамики (среднеднепровская и юхновская культуры), орудия эпохи мезолита и неолита, кремневые отщепы и небольшое количество орудий в остатках стоянки-мастерской мустьерской эпохи                                                |
| Хотылёво VII, стоянка                    | Обследована Ф. М. Заверняевым (1958) | 1,2 км к востоку от Хотылёво, мыс первой надпойменной правобережной террасы Десны и левый берег реки Гасома                                                                                            | Неолит. Находки: орудия и отщепы из кремня |
| Городище Хотылёво I, поселение           | Обнаружено А. К. Амброзом (1955), обследовано Ф. М. Заверняевым (1958) и А. С. Смирновым (1974)                                                     | 0,15 км к северо-западу от северной окраины Хотылёво, в урочище Кудеярка, на мысу правого коренного берега Десны                                                                                       | Ранний железный век, обломки грузил из глины, керамика, юхновская культура |
| Городище Хотылёво II, поселение          | Обнаружено Ф. М. Заверняевым (1958), обследовано А. С. Смирновым (1974)                                                                             | 0,12 км к северу от северо-западной окраины Хотылёво, мыс правого коренного берега Десны | Ранний железный век (юхновская культура), находки: черепки лепной керамики; XI—XIII вв. (Древняя Русь), находки: черепки гончарной керамики |
| Селище Хотылёво I, поселение             | Обнаружено А. К. Амброзом (1955), исследовано Ф. М. Заверняевым (1968 и 1971)                                                                       | 1,1 км к востоко-юго-востоку от Хотылёво, мыс первой надпойменной правобережной террасы Десны и левого берега реки Гасома                                                                              | Ранний железный век (почепская культура), находки: остатки построек, глиняные пряслица, железные инструменты, обломки керамики. IX—X вв. (роменская культура), находки: керамика, железная пряжка, шило |
| Селище Хотылёво II, поселение            | Обследовано А. С. Смирновым (1974) | 0,14 км к юго-востоку от Хотылёво, мыс правого коренного берега Десны | Ранний железный век. Находки: черепки лепной керамики, датированные началом I тысячелетия |
| Селище Хотылёво III, поселение           | Обследовано П. Н. Третьяковым (1962) | Юго-восточная часть Хотылёво (на западной окраине парка), правый коренной берег Десны | V—VII вв. Находки: остатки полуземлянки, черепки лепной керамики колочинской культуры |
| Селище Хотылёво IV, поселение            | Обнаружено и исследовано П. Н. Третьяковым (1962)                                                                                                   | Центр Хотылёво, территория школы, на мысу террасы правого берега Десны | V—VII вв. Находки: остатки постройки, хозяйственные ямы, черепки лепной керамики колочинской культуры |
| Селище Хотылёво V, поселение             | Обследовано А. К. Амброзом (1955), Ф. М. Заверняевым (1958)                                                                                         | 0,05—0,07 км к северу от северо-западной границы Хотылёво, правый коренной берег Десны | IX—X, XI—XIII вв. Находки: обломки лепной и гончарной керамики роменской и древнерусской культур |
| Селище Хотылёво VI, поселение            | Обследовано П. Н. Третьяковым (1962) | 0,15-0,17 км к северу от северо-западной границы Хотылёво, между городищами Хотылёво I и Хотылёво II, на мысу террасы коренного правого берега Десны                                                   | V—VII вв. Находки: черепки лепной керамики (колочинская культура) |
| Курганный могильник Хотылёво, погребения | Обследованы А. К. Амброзом (1955), Ф. М. Заверняевым (1958)                                                                                         | 1,5 км к северо-востоку от Хотылёво, урочище Турецкие могилы, мыс второй надпойменной левобережной террасы реки Сенна                                                                                  | ? |
| Стоянка Чернетово                        | Обнаружена (1973) и обследована (1974) Л. М. Тарасовым                                                                                              | 0,15 км к юго-востоку от Чернетово на левобережном склоне у реки Коршовка | Поздний палеолит. Находки: более 2,5 тысяч изделий из кремня, среди них небольшое количество орудий, некоторые изделия подверглись прокалке |
| Поселение Чернетово I                    | Исследовано А. С. Смирновым (1982) | 1,2 км к северу от Чернетово, в 1 км от устья реки Серижа, на мысу первой левобережной надпойменной террасы Десны                                                                                      | Мезолит, неолит, бронзовый век, ранний железный век. Находки: открытые очаги, ямы — хозяйственные и столбовые; микролиты, наконечники стрел, инструменты (мезолит) |
| Поселение Чернетово II                   | Обнаружено и исследовано А. С. Смирновым (1982) | 1,2 км к северу от Чернетово, 100 м к северо-западу от поселения Чернетово I, на юго-западной стороне мыса первой надпойменной левобережной террасы Двины                                              | Мезолит, неолит, бронзовый век. Находки: черепки керамики среднеднепровской и сосницкой культур (верхний горизонт культурного слоя); изделия из кремня неолита и позднего мезолита; некоторые кремневые орудия эпохи бронзы (нижний горизонт культурного слоя)                                                   |
| Грунтовый могильник Чернетово            | | территория поселения Чернетово I | Бронзовый век (второй этап среднеднепровской культуры). Находки: остатки кремации, лепная круглодонная керамика, топоры, наконечники стел, ножи |
| Селище Чернетово I                       | Обследовано Ф. М. Заверняевым (1958) | 0,5 км к северо-западу от Чернетово, 0,5 км к юго-западу от устья реки Серижа, на мысу террасы правого берега Десны                                                                                    | IX—X вв. Роменская культура. Находки: керамика, крицы, железные шлаки |
| Селище Чернетово II                      | Обследовано Ф. М. Заверняевым (1958) | 0,1 км к западо-северо-западу от Чернетово, на мысу террасы правого берега Десны | IX—X, XI—XIII вв. Находки: керамика роменской и древнерусской культур |

### Брасовский район
| Наименование и тип памятника | Обнаружен/обследован | Местонахождение | Датировка |
| Брасово. Грунтовой могильник | Обнаружен при проведении земляных работ в 1883 году. Обследовано Т. С. Пассек и Б. А. Латыниным (1924) и исследовано И. И. Ляпушкиным (1956) | Находится поблизости от села Брасово, на площадке, расположенной на краю правобережной надпойменной террасы реки Нерусса                                 | Эпоха бронзы. Находки: наконечники стрел и копий, долота, топор из кремня; круглодонная керамика; останки людей. Датировка И. И. Артёменко по сосудам — поздний этап среднеднепровской культуры. |
| Городище Глушня I            | Обследовано А. С. Смирновым (1974) | в 0,5 км на север от посёлка Лужи, в 4 км на юго-запад от деревни Глушня, в урочище Подзаводец. На левобережной пойме ручья Холодные Лужи, на останце    | Ранний железный век. Находки: пряслица из глины, глиняные грузила, черепки керамики (юхновская культура).                                                                                        |
| Селище Глушня II             | Обследовано А. С. Смирновым (1974) | в 4 км на запад от деревни Глушня, в 0,5 км на север от посёлка Лужи, в 50 м на восток от Городища Глушня I. На левобережной террасе ручья Холодные Лужи | Ранний железный век. Находки на распашке: черепки керамики (юхновская культура), грузило из глины. Зуево (Брянская область)                                                                      |
| Городище Зуево               | Обследовано Т. С. Пассек (1929) и А. С. Смирновым (1974)                                                                                     | южная окраина посёлка Зуево, урочище Курган, на мысу террасы правого берега ручья Зуев                                                                   | Ранний железный век. Находки: черепки керамики (юхновская культура), пряслице из глины. |
| Городище Николаевское        | Известно с конца XIX века. Обследовано Т. С. Пассек (1929) и А. С. Смирновым (1974)                                                          | 0,15 км от южной окраины села Николаевское, в урочище Городок, мыс правого берега Николаевского ручья                                                    | Ранний железный век. Следы оборонительных рвов и валов. Находки: черепки керамики (поздняя юхновская культура), грузила из глины.                                                                |
| Селище Рассошка              | Обследовано А. С. Смирновым (1983) | 0,8 км на юго-запад от деревни Рассошка, на всхолмлении левобережной поймы правого притока реки Неруссы — Зевры                                          | V — VII вв. Находки: черепки лепной керамики, вероятно, колочинской культуры. |
| Селище Сныткино              | Обследовано А. В. Кашкиным (1983) | 0,25 км на юг от деревни Сныткино, в центре дюнного всхолмления левобережной поймы реки Зевра                                                            | Ранний железный век. Находки: черепки лепной керамики, грузило из глины (юхновская культура). |

### Выгоничский район
| Наименование и тип памятника                      | Обнаружен/обследован | Местонахождение | Датировка |
| Поселение Выгоничи                                | Обнаружено и исследовано И. И. Ляпушкиным (1956) | Юго-восточная окраина поселка Выгоничи, 0,12 км к северо-западу от автодороги Брянск-Трубчевск                                                                                                | Эпоха бронзы, I—II, IX—X, XII—XIII вв. Находки: полуземлянки и хозяйственные ямы, обломки керамики, железный нож, остатки украшений из стекла и серебра роменской культуры; за пределами жилищ обломки керамики поздней бронзы, почепской культуры, древнерусской керамики, шиферное пряслице.          |
| Городище Лопушь                                   | Обнаружено Ф. М. Заверняевым (1948), обследовано А. С. Смирновым (1973)                                                                                      | Находится в 10 м к западу от юго-западной окраины села Лопушь, мыс правого коренного берега Десны                                                                                             | Ранний железный век. Вал, ров, эскарпы, площадка городища частично разрушена карьером и окопами. Находки: обломки лепной керамики (юхновская культура), глиняные рыболовные грузила. |
| Селище Лопушь. Устье Ловчи                        | Обследовано А. С. Смирновым (1977) | 2 км к востоку от северной окраины села Лопушь, пойма левого берега Ловчи, левого притока реки Десны                                                                                          | Ранний железный век. Находки: обломки лепной керамики. |
| Поселение Никольское I                            | Обследовано А. С. Смирновым (1973) | 0,2 км к юго-западу от западной окраины села Никольское, мыс первой надпойменной левобережной террасы реки Решки, левого притока реки Десны                                                   | Эпоха бронзы. Находки: обломки керамики. |
| Поселение Никольское II                           | Обследовано А. С. Смирновым (1973) | 1 км к востоку от села Никольское, мыс первой надпойменной правобережной террасы реки Ревна                                                                                                   | Эпоха бронзы. Находки: обломки керамики, нож из кремня. |
| Никольское. Поселение Устье Ревны I               | Обследовано А. С. Смирновым (1973) | в 1 км на западо-северо-запад от села Никольское, от устья реки Ревна в 1 км на северо-восток, мыс первой надпойменной правобережной террасы реки                                             | Неолит, эпоха бронзы. Находки: обломки керамики. |
| Никольское. Поселение Устье Ревны II              | Обнаружено А. С. Смирновым (1973), исследовано им же (1977)                                                                                                  | в 1,7 км на запад от села Никольское, западная часть мыса первой надпойменной левобережной террасы Десны                                                                                      | Неолит, эпоха бронзы. Находки: обломки керамики (неолит), небольшая часть керамики, относящаяся к среднеднепровской культуре; кремневые орудия и отщепы. |
| Никольское. Поселение Устье Ревны III             | Обследовано А. С. Смирновым (1973, 1977) | в 2,5 км на запад от села Никольское, 0,4 км от устья Ревны (к северо-востоку), на донном всхолмлении поймы правого берега реки                                                               | Неолит, ранний железный век. Находки: наконечники стрелы и копья из кремня, нож из отщепа, керамика (неолит, почепская культура), рыболовный крючок из железа (Древняя Русь) — вероятно, попал случайно.                                                                                                |
| Никольское. Поселение Устье Ревны IV              | Обнаружено А. С. Смирновым (1973), исследовано им же (1977)                                                                                                  | в 1,5 км на запад от села Никольское, 1 км от устья Ревны (на восток), мыс надлуговой левобережной террасы Десны и Ревны                                                                      | Мезолит, неолит, эпоха бронзы. Находки: орудия и отщепы из кремня, обломки керамики, кальцинированные кости. Наконечник стрелы, микролит (неолит); наконечники копья и стрел, орудия (неолит, бронза).                                                                                                  |
| Никольское. Поселение Устье Ревны V               | Обследовано А. С. Смирновым (1973) | в 1,5 км на запад от села Никольское, 0,1 км на юг от Устья Ревны IV, мыс правобережной надпойменной террасы Ревны                                                                            | Неолит, эпоха бронзы. Находки: обломки керамики. |
| Никольское. Стоянка Устье Ревны VI                | Обследована А. С. Смирновым (1973) | в 1,5 км на западо-юго-запад от села Никольское, 1,3 км на востоко-юго-восток от устья реки Ревны IV, край первой надпойменной правобережной террасы Ревны                                    | Неолит. Находки: обломки керамики. |
| Полужье. Городище I (также Красное, Крутая гора)  | Обнаружено М. Е. Воеводским (1945), обследовано А. К. Амброзом (1955) и А. В. Смирновым (1973), исследовано А. К. Амброзом (1958) и Ф. М. Заверняевым (1982) | в 1,55 км на юго-запад от села Полужье, 0,16 км на юг от автодороги Брянск—Трубчевск, мыс правого коренного берега реки Десны                                                                 | Ранний железный век. Культурный слой 1,5—2 м, два горизонта — почепской культуры (верхний) и юхновской культуры (нижний). Остатки построек IV—III вв. до н. э. Находки: посуда и другие изделия из керамики (верхний горизонт культурного слоя), инструменты из кости, амулеты, металлические предметы. |
| Полужье. Городище II (также Красное, Крутая гора) | Обнаружено и обследовано Ф. М. Заверняевым (1982) | в 1,6 км на юго-запад от Городища I, мыс правого коренного берега реки Десны | Ранний железный век. Находки: обломки лепной керамики (юхновская культура?). |
| Полужье. Поселение                                | Обнаружено Ф. М. Заверняевым, обследовано А. К. Амброзом (1955) и А. С. Смирновым (1976), исследовано И. И. Ляпушкиным (1956)                                | в 0,5 км на юго-запад от села Полужье, юго-восточная часть мыса первой надпойменной правобережной террасы реки Десны                                                                          | Эпоха бронзы. Ранний железный век. IX—X, XI—XIII вв. Находки: жилище роменской культуры, яма-погреб с гончарной посудой древнерусского периода; обломки керамики эпохи бронзы, а также почепской культуры.                                                                                              |
| Полужье. Курганный могильник                      | Обследовано А. С. Смирновым (1973) | в 2 км на восток от Полужья, в 0,16 км на юг от автодороги Полужье-Добрунь, в лесу, правый коренной берег Десны юго-восточная часть мыса первой надпойменной правобережной террасы реки Десны | . |
| Сосновка. Поселение                               | Обследовано А. С. Смирновым (1983) | примыкает к краю восточной части мыса первой надпойменной правобережной террасы Десны | Эпоха бронзы, ранний железный век. Находки: черепки керамики (поздняя бронза, ранний железный век). |
| Сосновка. Поселение Охотничий домик               | Обследовано А. С. Смирновым (1973) | в 2,8 км на юго-восток от Сосновки, в 0,5 км на юг от охотохозяйства, мыс первой надпойменной левобережной террасы Десны                                                                      | Эпоха бронзы. Находки: черепки керамики, в культурном слое включения древесного угля, охры. |
| Упологи. Поселение                                | Обследовано А. С. Смирновым (1983) | в 1 км на юго-восток от деревни Упологи, донное всхолмление поймы на правом берегу Десны | Эпоха бронзы. Находки: черепки керамики, отщепы из кремня. |
| Уручье. Городище                                  | Известно с XIX в. Обследовано Л. В. Артишевской (1958) | 3—4 км на юго-запад от села Уручье в направлении деревни Рясное, на мысу правого коренного берега Десны. Две площадки городища разделены валом                                                | Ранний железный век. Находки: черепки керамики неустановленной культуры. |
| Успенский. Стоянка                                | Обследована Г. Н. Прониным (1973) и А. С. Смирновым (1977)                                                                                                   | в 0,8 км на юго-запад от посёлка Успенский и в 0,6 км на северо-запад от деревни Александровка, на всхолмлении первой надпойменной левобережной террасы реки Крупец                           | Неолит. Находки: орудия и отщепы из кремня. |

### Гордеевский район
| Наименование и тип памятника | Обнаружен/обследован                                                                               | Местонахождение | Датировка |
| Городище Алисовка            | Обследовано А. В. Кашкиным (1974)                                                                  | в 0,1 км на запад от деревни Алисовка, мыс второй надпойменной левобережной террасы реки Алисовки. Толщина культурного слоя в центре площадки 0,6 м | Ранний железный век. Находки: пряслице из глины, часть булавки из бронзы и черепки лепной керамики (юхновская культура)                                            |
| Городище Антоновка           | Фигурирует в списках П. М. Еременко, обследовано А. В. Кашкиным (1974)                             | на мысу коренного левого берега реки Беседь. На площадке расположено кладбище | Ранний железный век. Находки: черепки лепной керамики (юхновская культура ?)                                                                                       |
| Поселение Белица             | Обследовано А. В. Кашкиным (1985)                                                                  | в 0,55 км на юго-юго-запад от посёлка Белица, южная часть мыса правобережной надпойменной террасы реки Ипуть, южный край площадки, примыкающий к берегу, разрушен | Эпоха бронзы. Находки: отщеп из кремня, черепки керамики (поздняя бронза)                                                                                          |
| Курганный могильник Белица   | Фигурирует в списках П. М. Еременко, обследован В. И. Кулаковым (1972)                             | в 0,75 км на север от посёлка Марс, занимает участок на водораздельной возвышенности. Два кургана, высота 2,1 и 0,6 м, диаметром 11 и 10 м соответственно, со всех сторон окружены пашней. | [ 41 ] |
| Курган Великий бор           | Фигурирует в списках П. С. Уваровой как курганный могильник, обследован В. И. Кулаковым (1972)     | в 1,5 км на запад от села Великий Бор, до наших дней дошёл один курган диаметром 9 м, высотой 1,4 м. Центр кургана раскопан кладоискателями (яма глубиной 0,8 м) | [ 41 ] |
| Селище Жовнец                | Обследовано В. И. Кулаковым (1972)                                                                 | находится на юго-восточной окраине села Жовнец, в урочище Бродок, на мысу правобережной первой надпойменной террасы реки Ипуть. Западная и центральная части селища заняты застройкой, северная часть под пашней                                                                                               | XI—XII вв. Находки: черепки гончарной посуды |
| Поселение Завод-Корецкий     | Обследовано Ф. М. Заверняевым (1959) и В. И. Кулаковым (1972)                                      | находится в 0,25 км на юго-юго-восток от деревни Завод-Корецкий, на правобережной первой надпойменной террасе реки Ветка. Культурный слой проходит вдоль по берегу на протяжении 70 м | Эпоха бронзы. Находки: черепки керамики |
| Городище Завод-Корецкий      | Фигурирует в списках П. С. Уваровой, обследовано Ф. М. Заверняевым (1959) и В. И. Кулаковым (1972) | находится в 0,3 км на юго-восток от деревни Завод-Корецкий, на останце террасы реки Ветка. Городище большей частью было размыто | Ранний железный век. Находки: верхний горизонт культурного слоя толщиной 0,5 м — черепки керамики почепской культуры, нижний горизонт — черепки керамики юхновской |
| Селище Завод-Корецкий I      | Фигурирует в списках П. С. Уваровой, обследовано Ф. М. Заверняевым (1959) и В. И. Кулаковым (1972) | находится в 0,13 км на юго-восток от деревни Завод-Корецкий, за кладбищем, на первой надпойменной правобережной террасе реки Ветка. | XI—XIII вв. Находки: черепки древнерусской керамики |
| Селище Завод-Корецкий II     | Обследовано Ф. М. Заверняевым (1959) и В. И. Кулаковым (1972)                                      | находится в 0,22 км на юго-юго-восток от деревни Завод-Корецкий, занимает участок на песчаном всхолмлении правобережной первой надпойменной террасы реки Ветка. Селище поросло лесом | XI—XII вв. Находки: черепки древнерусской керамики |
| Курган Завод-Корецкий        | Обследован В. И. Кулаковым (1972)                                                                  | на юго-восточной границе деревни Завод-Корецкий, на кладбище, на правом берегу старицы реки Ипуть. Размеры: диаметр 14 м, высота 1,4 м. Центральная часть раскопана кладоискателями | [ 43 ] |
| Стоянка Казаричи             | Обследована А. В. Кашкиным (1985)                                                                  | в 0,11 км на северо-запад от села Казаричи, занимает площадку на правобережном дюнном всхолмлении реки Ипуть | Неолит. Находки: отщепы из кремня, поперечные сколы нуклеусов, пластины с ретушью, остроконечник. По характеру находок предполагается, что это стоянка-мастерская  |
| Поселение Казаричи           | Обследовано А. В. Кашкиным (1985)                                                                  | в 0,07 км на северо-запад от границы села Казаричи и в 0,025 км на северо-запад от кладбища. Занимает площадку на правобережной надпойменной террасе реки Ипуть | Неолит и эпоха бронзы. Находки: в культурном слое толщиной 0,2—0,3 м обнаружены черепки керамики (неолит, эпоха бронзы); пластины из кремня, резец, скобель        |
| Селище Казаричи I            | Обследовано А. В. Кашкиным (1985)                                                                  | находится на юго-западной окраине села Казаричи. Занимает площадку на правом берегу реки Ипуть, на расстоянии в 0,12 км на север от её русла. Площадка распахана | XII—XIII вв. Находки: черепки древнерусской гончарной посуды |
| Селище Казаричи II           | Обследовано Ф. М. Заверняевым (1959) и А. В. Кашкиным (1985)                                       | находится на расстоянии 0,125 км на восток-северо-восток от села Казаричи. Занимает площадку на мысу правобережной надпойменной террасы реки Ипуть. Распахано | X—X, XI—XIII вв. Находки: черепки керамики роменской и древнерусской культур                                                                                       |
| Курганный могильник Казаричи | Исследован П. М. Еременко (1891), обследован Ф. М. Заверняевым (1959) и А. В. Кашкиным (1985)      | в 0,2 км на северо-запад от села Казаричи, на правобережном придолинном склоне реки Ипуть до нашего времени сохранился курган, овальной формы, распаханный. П. М. Еременко раскопал курганы, в них были обнаружены захоронения в гробах на слое золы. Погребённые были ориентированы головой на запад и восток | XI—XIII вв. Находки: украшения — височные кольца, лунницы, бусы, браслеты, кольца, пряжки, а также ножи и горшки                                                   |
| Поселение Михайловка         | Обследовано А. С. Смирновым (1978)                                                                 | в 0,5 км на восток от деревни Михайловка, занимает восточную оконечность останца в пойме на правом берегу реки Ипуть | Эпоха бронзы. Находки: керамика |
| Поселение Муравьинка         | Обследовано А. С. Смирновым (1978)                                                                 | в 0,5 км на юго-запад от деревни Муравьинка, на 0,2 км к востоку от устья реки Унечи, занимает площадку на останце правобережной террасы реки, терраса повреждена эррозией | Неолит, эпоха бронзы. Находки: наконечник стрелы, резец, отщеп из кремня; черепки лепной керамики неолита и эпохи бронзы                                           |
| Курганный могильник Понебель | Фигурирует в списках П. М. Еременко, обследован А. В. Кашкиным (1974)                              | в 1,5 км на северо-восток от деревни Понебель, восемь курганов расположены на территории кладбища и на поле рядом с ним. Два кургана опаханы, у пяти сохранились ровики, окружающие их. Насыпи раскопаны кладоискателями                                                                                       | XI—XIII вв. По внешнему виду могильник отнесён к эпохе Древней Руси                                                                                                |

### Дятьковский район
| Наименование                 | Обнаружен/обследован                                                                            | Местонахождение | Датировка |
| Курганная группа Петровский  | Обследована Д. А. Карповым (1997)                                                               | у северной окраины д. Петровский (Петровский завод), курганы расположены по обе стороны автодороги Дятьково-Бытошь, длина участка около 300 м | Д. А. Карпов относит памятник к древнерусскому времени |
| Курганная группа Бацкино-1   | курганная группа                                                                                | в 0,15 км к югу от Бацкино, группа находится на высоком правом берегу р. Ветьмы на расстоянии 100 м от её русла | XI—XII вв. |
| Курганная группа Бацкино-2   | курганная группа                                                                                | в 0,9 км к юго-юго-востоку от Бацкино и в 0,1 км на юго-восток от курганной группы Бацкино-1, на высоком правом берегу р. Ветьмы на расстоянии 120 м от её русла | Д. А. Карпов, обследовавший группу, по внешнему виду определяет как памятник предположительно эпохи бронзы                                                                                           |
| Селище Бацкино               | селище                                                                                          | в 0,8 км к югу от Бацкино на краю правого берега р. Ветьмы, с севера примыкает к курганной группе Бацкино-1 и с востока к курганной группе Бацкино-2. Селище длиной 180 м и шириной до 100 м вытянуто вдоль русла реки.                                                                                           | конец XI — начало XIII вв. |
| Курганная группа Альшаница   | Обследована А. С. Смирновым (1973)                                                              | в 0,5 км к югу от Альшаницы на опушке леса на правом берегу р. Прень | [ 49 ] |
| Курганная группа Альшаница-2 | курганная группа                                                                                | в 2 км к северо-северо-востоку от Альшаницы и в 0,8 км к западу от железнодорожной платформы 137 км в 150 м от края обрыва на правом берегу р. Болвы высотой 12 м | по внешнему виду отнесена Д. А. Карповым к древнерусскому периоду |
| Курганная группа Альшаница-3 | курганная группа                                                                                | в 2 км к северо-северо-западу от Альшаницы в лесном массиве, занимая обе стороны просёлочной дороги | по внешнему виду отнесена к древнерусскому периоду |
| Курганная группа Альшаница-4 | курганная группа                                                                                | в 2 км к северо-востоку от Альшаницы и в 0,2 км к западу от железнодорожной платформы 137 км. Курганная группа расположена в урочище «Бежань» в лесном массиве на просёлочной дороге от платформы 137 км в Альшаницу.                                                                                             | по внешнему виду отнесена к древнерусскому периоду |
| Курганная группа Альшаница-5 | курганная группа                                                                                | в 0,12 км к западу от курганной группы Альшаница-4, в урочище «Бежань». Кроме курганов имеется кольцевой вал, который Д. А. Карпов считает культовым сооружением. | по внешнему виду группа отнесена к древнерусскому периоду |
| Курганная группа Альшаница-6 | курганная группа                                                                                | в 0,12 км к северу от курганной группы Альшаница-5, в урочище «Бежань», в 0,4 км от обрыва высотой 14 м, на правом коренном берегу р. Болвы. | по внешнему виду отнесена к эпохе бронзы |
| Городище Альшаница-1         | городище                                                                                        | в 2 км на северо-востоке от Альшаницы и в 0,2 км к северо-западу от курганной группы Альшаница-5, на коренном берегу р. Болвы. Расположено на мысу, в настоящее время занесённом. | [ 52 ] |
| Городище Альшаница-12        | городище                                                                                        | расположено в лесном урочище «Городок» в 2,5 км на северо-северо-востоке от Альшаницы, в 0,25 км к северо-западу от курганной группы Альшаница-2. Городище стоит на мысу на правом берегу р. Болвы. | [ 52 ] |
| Селище Псурь                 | селище                                                                                          | расположено на мысу на правом коренном берегу р. Болвы, от деревни Псурь 0,8 км на юго-запад, в 0,4 км на северо-запад от современного кладбища. | подъёмный материал — черепки древнерусских круговых сосудов без орнамента |
| Курган Пупково               | Обследован А. С. Смирновым (1973)                                                               | В 3 км на юго-восток от села Пупково. По водораздельной возвышенности | [ 48 ] |
| Селище Хизовка-1             | селище                                                                                          | расположено в 1,4 км к северо-востоку от восточной окраины д. Хизовка и к западу от заболоченного озера, на краю первой надпойменной речной террасы на правом берегу Болвы | подъёмный материал — обломки керамики грубой лепки, в тесто керамики добавлены дресва и гранитная крошка, предположительно датируется серединой 2-й половины 1 тысячелетия н. э.                     |
| Селище Хизовка-2             | селище                                                                                          | лежит в 1,3 км к северо-востоку от восточной окраины д. Хизовка и в 0,4 км к западу от южной оконечности заболоченного озера, по краю первой надпойменной речной террасы на правом берегу Болвы на расстоянии 0,06 км к юго-юго-западу от селища Хизовка-1. Хизовка-1 и Хизовка-2 разделены заболоченной низиной. | подъёмный материал — обломки керамики грубой лепки с толстыми стенками, в тесто керамики добавлены дресва и гранитная крошка, предположительно датируется серединой 2-й половины 1 тысячелетия н. э. |
| Селище Хизовка-3             | селище                                                                                          | расположено на северо-востоке от восточной окраины д. Хизовка на расстоянии 0,25 км по склону мыса, сформированного надпойменной террасой правого берега Болвы и левым берегом ручья без названия. | подъёмный материал — круговая керамика датируется XII—XIII веками |
| Городище Хизовка-4           | селище                                                                                          | расположено в урочище «Пристань» на расстоянии 1,8 км на юго-восток от южной окраины Хизовки, на мысу правого берега Болвы, в 40—70 метрах от русла в устье ручья без названия. | подъёмный материал — раннего железного века: юхновская (2-я половина 1 тысячелетия н. э.) и позднезарубинецкая (I—II вв.) культуры                                                                   |
| Поселение Шибенец            | Обследовано А. С. Смирновым (1973)                                                              | На мысу террасы правого берега р. Болва с уклоном к востоку | Эпоха бронзы. Находки: черепки керамики эпохи бронзы |
| Городище Шибенец             | Обнаружено Ф. М. Заверняевым (1955), обследовано А. К. Амброзом (1955) и А. С. Смирновым (1973) | В 0,2 км на восток от деревни Шибенец, в урочище Городок, на мысу террасы правого берега р. Болва, в 0,25 км на юго-запад — устье реки Балдых | Ранний железный век, XI—XIII вв. Находки: черепки керамики юхновской и почепской культур, древнерусской керамики, глиняных грузил                                                                    |
| Селище Шибенец               | Обследовано А. К. Амброзом (1955)                                                               | В 10 м на восток от подножия городища Шибенец | Ранний железный век. Находки: черепки керамики юхновской и почепской культур, грузило из глины |

### Клинцовский район
| Наименование и тип памятника  | Обнаружен/обследован | Местонахождение | Датировка                                                                                               |
| Поселение Борозёнщина I       | Обследовано А. С. Смирновым (1978)                                                                                              | находится в 1,65 км на юго-юго-восток от поселка Борозёнщина, занимает площадку на останце первой правобережной надпойменной террасы левого притока Сожа реки Ипуть. Поверхность площадки повреждена эрозией | Неолит, эпоха бронзы. Находки: орудия и отщепы из кремня, черепки керамики неолитической и эпохи бронзы |
| Поселение Борозёнщина II      | Обследовано А. С. Смирновым (1978)                                                                                              | находится в 1,7 км на юго-юго-восток от поселка Борозёнщина, занимает площадку на останце первой правобережной надпойменной террасы левого притока Сожа реки Ипуть на расстоянии 50 м от поселения Борозёнщина I. На южном и северном краях площадки наблюдается эрозия культурного слоя, его толщина 0,2 м                          | Неолит, эпоха бронзы. Находки: орудия и отщепы из кремня, черепки керамики неолитической и эпохи бронзы |
| Поселение Борозёнщина III     | Обследовано А. С. Смирновым (1978)                                                                                              | находится в 1,7 км на юг от поселка Борозёнщина, занимает восточный склон мыса первой правобережной надпойменной террасы реки Ипуть на расстоянии 0,15 км на запад от поселения Борозёнщина II. Культурный слой по берегу повреждён эрозией, его толщина 0,2 м                                                                       | Эпоха бронзы. Находки: отщепы из кремня, черепки керамики эпохи бронзы                                  |
| Поселение Борозёнщина IV      | Обследовано А. С. Смирновым (1978)                                                                                              | находится в 1,77 км на юг от поселка Борозёнщина, занимает участок на южной оконечности мыса первой правобережной надпойменной террасы реки Ипуть на расстоянии __ км на юг от поселения Борозёнщина III. Культурный слой частично повреждён эрозией                                                                                 | Эпоха бронзы. Находки: отщепы из кремня, черепки керамики эпохи бронзы                                  |
| Поселение Борозёнщина V       | Обследовано А. С. Смирновым (1978)                                                                                              | находится в 1,8 км на юго-восток от поселка Борозёнщина, занимает участок на мысу первой правобережной надпойменной террасы реки Ипуть на расстоянии 0,25 км на восток от поселения Борозёнщина II. Культурный слой толщиной 0,2 м, повреждён эрозией                                                                                | Неолит, эпоха бронзы. Находки: орудия и отщепы из кремня, черепки керамики неолита и эпохи бронзы       |
| Курганный могильник Бутовск   | Обследован М. П. Еременко (1896), В. И. Кулаковым (1973)                                                                        | находится в 0,5 км на запад от южной окраины села Бутовск, на кладбище. По состоянию на конец XIX в. могильник состоял из 20 курганов, до настоящего времени (1993) дошло 11 из них, основания курганов охвачены ровиками глубиной от 20 до 30 см. Четыре кургана раскопаны кладоискателями, повреждены захоронениями нового времени | С опорой на внешние признаки могильник отнесён к периоду X—XIII в.                                      |
| Городище Великая Топаль       | Обследовано М. П. Еременко (1896), В. И. Кулаковым (1973)                                                                       | находится на южной окраине села Великая Топаль, на кладбище. Занимает участок на самой высокой, юго-западной части мыса террасы левого берега левого притока реки Снов — реки Точка. До нашего времени дошли внутренний вал в 1,5 м высотой и ров. Культурный слой толщиной 0,4 м, повреждён захоронениями                           | Ранний железный век. Находки: черепки керамики юхновской культуры                                       |
| Курганный могильник Вышков I  | Обследован А. В. Кашкиным и В. И. Кулаковым (1973)                                                                              | находится на опушке леса в 2 км к югу от деревни Вышков и в 1 км к северу от посёлка Таборище. Занимает участок на склоне всхолмления, могильник составляют 65 тесно расположенных курганов, окружённых по основаниям ровиками. 18 курганов раскапывались кладоискателями                                                            | С опорой на внешние признаки могильник отнесён к периоду X—XIII в.                                      |
| Курганный могильник Вышков II | Обследован А. В. Кашкиным и В. И. Кулаковым (1973)                                                                              | находится в 1,5 км к югу от деревни Вышков, в 1 км на запад от курганного могильника Вышков I, в лесу. Пять курганов окружены по основаниям ровиками. 18 курганов раскапывались кладоискателями | С опорой на внешние признаки могильник отнесён к периоду X—XIII в.                                      |
| Курган Вышков III             | Обследован А. В. Кашкиным и В. И. Кулаковым (1973)                                                                              | находится в 1,0 км к северу от деревни Вышков в урочище Змиев Курган. Овальный курган высотой 3,5 м, поросший деревьями, полы повреждены распашкой, центр насыпи — раскопками кладоискателей | [ 58 ]                                                                                                  |
| Курганный могильник Гуляевка  | Исследован П. М. Еременко (конец XIX в., при этом были раскопаны несколько десятков курганов), обследован А. А. Узяновым (1970) | находится на запад от села Гуляевка. Сохранились два кургана, из них один, бо́льшего размера, раскапывался кладоискателями, малый курган окружён пашней | XI—XIII вв. Вещи из погребений времён Киевской Руси, местонахождение находок неизвестно                 |
| Городище Душкино              | Фигурирует в списках Д. Я. Самоквасова, обследовано В. И. Кулаковым (1973)                                                      | находится на запад от села Душкино в 1 км, в урочище Городок. Прямоугольная площадка расположена на мысу террасы левого берега ручья без названия, впадающего в реку Титва. Ориентирована с юго-востока на северо-запад. Культурный слой распахан                                                                                    | Ранний железный век. Находки: черепки керамики юхновской культуры                                       |
| Стоянка Знание I              | Обследована Ф. М. Заверняевым (1959)                                                                                            | находится на расстоянии около 2 км на юго-запад от посёлка Знание, занимает участок на западной стороне песчаного всхолмления, на левом берегу реки Ипуть. Культурный слой местами открыт эрозией | Неолит. Находки: черепки лепной керамики (поздний неолит), кремневые изделия                            |
| Стоянка Знание II             | Обследована Ф. М. Заверняевым (1959)                                                                                            | находится на расстоянии около 2 км на юго-запад от посёлка Знание, песчаном всхолмлении, на левом берегу реки Ипуть, несколько ниже стоянки Знание I. Культурный слой местами открыт эрозией | Неолит. Находки: черепки керамики (поздний неолит), кремневые изделия                                   |
| Поселение Знание III          | Обследовано Ф. М. Заверняевым (1959)                                                                                            | находится между посёлком Знание и деревней Смяльч, на левом берегу реки Ипуть, площадка повреждена эрозией | Неолит, XI—X вв. Находки: кремневые изделия (неолит), черепки керамики (роменская культура)             |

### Суземский район
| Наименование и тип памятника                              | Обнаружен/обследован | Местонахождение | Датировка |
| Брянский клад (ранее также Суземский клад, Усухский клад) | Обнаружен в 4,8 км к северо-западу от северной границы села Подгородная Слобода и в 1 км на юго-юго-восток от деревни Усух в результате несанкционированных поисковых работ. Сведения о кладе обнародованы весной 2010 года. Обладатель клада под воздействием УФСБ РФ по Брянской области передал его в ГИМ. Весной 2012 года вещи были осмотрены Е. А. Шинаковым и С. В. Воронятовым. В августе клад был передан в музейный фонд. Место находки обследовано в 2013 году экспедицией под руководством А. М. Обломского | Место, где был обнаружен клад, находится на первой правобережной надпойменной террасе р. Сев. Во время Великой Отечественной войны на этой территории располагалась партизанская база | III в. Более чем 275 ювелирных изделий: венчики-диадемы; гривны; фибулы; цепи нагрудные; подвески-лунницы; привески; понизи; обоймы; кольца пластинчатые; браслеты; пряжки; рога для питья; ножницы; резец (или кочедык); бусины из стекла. Вещи повредились при хранении в земле и были частично сломаны после обнаружения. |
| Гаврилова Гута. Городище                                  | Фигурирует в списках Н. П. Горожанского (1884). Обследовано А. С. Смирновым (1974) | В 3 км к северо-западу от деревни Гаврилова Гута в урочище Городище. Занимает участок на мысу левобережной террасы ручья без названия                                                 | Ранний железный век. Толщина культурного слоя достигает 0,5 м. Находки: обломки керамики юхновской культуры. |
| Денисовка. Стоянка                                        | Обследована А. С. Смирновым (1974) | В 0,46 км к юго-западу от села Денисовка, в 150 м от поселения Денисовка. Занимает участок на дюне в левобережной пойме р. Нерусса                                                    | Неолит. Толщина культурного слоя достигает 0,3 м, скрыт наносами из песка толщиной 0,2 м. Находки: черепки керамики, пластины ножевидные из кремня и отщепы. |
| Денисовка. Поселение                                      | Обследовано А. С. Смирновым (1974) | В 0,5 км к юго-западу от села Денисовка. Занимает участок на дюне в левобережной пойме р. Нерусса                                                                                     | Неолит, ранний железный век. Толщина культурного слоя достигает 0,9 м, местами он подвергся эррозии. Находки: черепки керамики (неолит, почепская культура), пластины ножевидные и отщепы из кремня. |
| Селище Добрунь I                                          | Обследовано А. С. Смирновым (1974) | В 0,16 км к северу от центра населённого пункта. Занимает участок на всхолмлении правобережной поймы р. Сев                                                                           | Ранний железный век. Находки: черепки лепной керамики (предположительно почепская культура). |
| Поселение Добрунь II                                      | Обследовано А. С. Смирновым (1983) | В 1 км к северу от села Добрунь. Занимает участок на мысу первой надпойменной левобережной террасы р. Сев. Северо-западная часть участка — пашня, юго-запад порос кустарником.        | Эпоха бронзы. Находки: черепки лепной керамики (предположительно сосницкая культура). |
| Селище Добрунь IIА                                        | Обследовано А. С. Смирновым (1974) | В 0,28 км к северо-северо-востоку от села Добрунь. Находится на всхолмлении правобережной поймы р. Сев. Край участка у берега подвергся воздействию эрозии.                           | Середина I тысячелетия н. э. Находки: черепки лепной керамики (предположительно киевская культура). |
| Селище Добрунь IV                                         | Обследовано А. С. Смирновым (1974) | В 0,3 км к северу от села Добрунь. Находится на всхолмлении первой левобережной надпойменной террасы р. Сев. Северо-восточная часть участка в ямах.                                   | V—VII в. Находки: черепки лепной керамики (предположительно колочинская культура). |
| Поселение Невдольск                                       | Обследовано А. С. Смирновым (1983) | В 1,3 км к юго-востоку от села Невдольск. Находится на дюнном всхолмлении левобережной поймы р. Сев. Юго-западная часть участка занята дренажным каналом.                             | Эпоха бронзы. Находки: черепки лепной керамики (сосницкая культура). |
| Поселение Нерусса                                         | Обследовано А. С. Смирновым (1974) | В 0,25 км к западу от поселка Нерусса. Находится на дюнном всхолмлении левобережной поймы р. Нерусса. Юго-западная часть участка повреждена ямой.                                     | Эпоха бронзы. Находки: черепки лепной керамики. |
| Городище Нерусса                                          | Обследовано А. С. Смирновым (1974) | В 0,4 км к северу от поселка Нерусса. Находится на левобережном мысу р. Нерусса. С западной стороны укреплено валом и рвом, повреждённым запашкой                                     | Ранний железный век. Находки: черепки лепной керамики (юхновская культура, поздний этап), фрагментированные грузила из глины. |
| Селище Подгородная Слободка I                             | Обследовано А. С. Смирновым (1974) | В 0,35 км к северу от деревни Подгородная Слободка. Находится на краю террасы на правом берегу р. Сев.                                                                                | Ранний железный век. Находки: черепки лепной керамики (почепская культура). |
| Селище Подгородная Слободка II                            | Обследовано А. С. Смирновым (1974) | В 0,13 км к югу от деревни Подгородная Слободка. Находится на краю первой надпойменной правобережной террасы притока р. Сев, не имеющего названия.                                    | X—XIII вв. Находки: черепки древнерусской гончарной керамики. |
| Поселение Селечня                                         | Обследовано А. С. Смирновым (1984) | В 4 км к северо-западу от села Селечня. Находится на левобережном мысу левого притока Неруссы реки Усожа, на самой высокой части мыса.                                                | Эпоха бронзы; XI—XIII вв. Культурный слой распахан. Находки: орудия из кремня, отщепы, черепки керамики (эпоха бронзы, Древняя Русь). |
| Стоянка Смелиж                                            | Обследована В. П. Левенком (1956) | Находится у деревни Смелиж в урочище Брусы. На краю террасы правого берега реки Неруссы                                                                                               | Мезолит. Находки: орудия из кремня. |
| Городище Холмечи                                          | Фигурирует в списках Н. П. Горожанского (1884), обследовано А. С. Смирновым (1974). | В 3 км на юго-запад от посёлка Холмечи. Местность низменная, заболоченная, поросшая лесом. Площадка окружена валом и рвом                                                             | XVI—XVII вв. Планировка оборонительных укреплений традиционна для «казацкого городка» позднего средневековья. |